# Юсуф Хуссаїн
Юсуф Хуссаїн Мохамед (араб. يوسف حسين محمد, нар. 8 липня 1965) — еміратський футболіст, що грав на позиції захисника за клуб «Шарджа», а також національну збірну ОАЕ, у складі якої був учасником чемпіонату світу 1990 року.

## Клубна кар'єра
На клубному рівні грав за команду «Шарджа».

## Виступи за збірну
1990 року дебютував в офіційних матчах у складі національної збірної ОАЕ. Того ж року був учасником чемпіонату світу 1990 року в Італії, де виходив на поле у двох іграх групового етапу, який його команда подолати не зуміла. За два роки брав участь у кубку Азії 1992 року в Японії.

## Титули і досягнення
- Срібний призер Кубка Азії: 1996